# Der letzte Zeuge (serie televisiva)
Der letzte Zeuge ("L'ultimo testimone") è una serie televisiva tedesca ideata da Gregor Edelmann e prodotta dal 1998 al 2007 dalla ZDF Protagonisti della serie sono Ulrich Mühe, Gesine Cukrowski, Jörg Gudzuhn, Renate Schroeter, Volker Ranisch, Dieter Mann e Theresa Scholze.
La serie si compone di 9 stagioni, per un totale di 73 episodi , di 45 minuti ciascuno.
In Germania, il primo episodio, intitolato Das Dreiecks des Todes, fu trasmesso per la prima volta il 23 marzo 1998; l'ultimo, intitolato Botschafts des Mörders  fu trasmesso in prima visione il 6 luglio 2007
La serie, pluripremiata nel suo Paese d'origine, è andata in onda anche in Francia con il titolo Le dernier témoin

## Descrizione
Protagonista della serie è una squadra di anatomo-patologi che deve scoprire le cause di morte di persone vittime di morte violenta. A capo di questa squadra c'è il Dottor Robert Kolmaar, affiancato dalla Dottoressa Judith Sommer.

## Episodi
| Stagione         | Puntate | Prima TV Germania | Prima TV Italia |
| ---------------- | ------- | ----------------- | --------------- |
| Prima stagione   | 6       | 23 marzo 1998     | inedita         |
| Seconda stagione | 7       |                   | inedita         |
| Terza stagione   | 8       |                   | inedita         |
| Terza stagione   | 7       |                   | inedita         |
| Quinta stagione  | 8       |                   | inedita         |
| Sesta stagione   | 13      |                   | inedita         |
| Settima stagione | 5       |                   | inedita         |
| Ottava stagione  | 10      |                   | inedita         |
| Nona stagione    | 9       |                   | inedita         |

## Distribuzione
- Der letzte Zeuge (Germania, titolo originale)
- Le dernier témoin (Francia)[5]